# Олівер Лутеран
Олівер Лутеран (словац. Oliver Luterán, нар. 6 вересня 2001, Кендиці) — словацький футболіст, півзахисник клубу «Ружомберок». Виступав також за клуби «Татран» та «Попрад». Володар Кубка Словаччини.

## Ігрова кар'єра
Олівер Лутеран народився 2001 року в місті Кендиці. Розпочав займатися футболом у юнацькій команді футбольного клубу ФАМТ (Пряшів), пізніше продовжив грати в юнацькій команді клубу «Татран». У 2018 році розпочав грати за основну команду клубу «Татран», в якій грав до 2019 року, взявши участь у 9 матчах чемпіонату.
У 2019 році футболіст перейшов до складу клубу «Попрад», у складі якої грав до 2021 року. У 2021 році Лутеран перейшов до складу клубу «Ружомберок», у складі якого в сезоні 2023—2024 років став володарем Кубка Словаччини.

## Титули і досягнення
- Володар Кубка Словаччини (1):

«Ружомберок»: 2023–2024